# Eutreta
Eutreta is een geslacht van insecten uit de familie van de Boorvliegen (Tephritidae), die tot de orde tweevleugeligen (Diptera) behoort.

## Soorten
- E. angusta Banks, 1926
- E. caliptera (Say, 1830)
- E. coalita Blanc, 1979
- E. decora Stoltzfus, 1977
- E. diana (Osten Sacken, 1877)
- E. divisa Stoltzfus, 1977
- E. fenestra Stoltzfus, 1977
- E. frontalis Curran, 1932
- E. hespera Banks, 1926
- E. intermedia Stoltzfus, 1977
- E. longicornis Snow, 1894
- E. modocorum Blanc, 1987
- E. novaeboracensis (Fitch, 1855)
- E. oregona Curran, 1932
- E. pollinosa Curran, 1932
- E. rotundipennis (Loew, 1862)
- E. simplex Thomas, 1914